# James Williams (Schiedsrichter)
James Williams (* 23. Mai 1979 in Memphis, Tennessee) ist ein US-amerikanischer Schiedsrichter im Basketball, der seit dem Jahr 2009 in der NBA tätig ist. Er trägt die Uniform mit der Nummer 60.

## Karriere

### College-Basketball
Vor dem Einstieg in die NBA arbeitete er als College-Basketballschiedsrichter.

### National Basketball Association
Williams begann im Jahr 2009 seine NBA-Schiedsrichterlaufbahn beim Spiel der Philadelphia 76ers gegen die Golden State Warriors.
Zuvor war er als Schiedsrichter in der NBA G-League und zwei Jahre in der Women’s National Basketball Association tätig.